# ایستگاه ناکا-مگورو
ایستگاه ناکا-مگورو (به لاتین: Naka-Meguro Station) یک ایستگاه قطار و ایستگاه مترو از خط توکیو تویوکو در توکیو است که در مگورو-کو واقع شده‌است.